# Embalse de Mtera
El embalse de Mtera se encuentra en el río Gran Ruaha, en Tanzania, entre las regiones de Iringa y Dodoma. La ciudad de Dodoma se encuentra a 140 km, y la de Iringa, a 130 km, ambas a unas tres horas por una carretera de tierra.
Mtera es el embalse hidroeléctrico más grande de Tanzania. Tiene una superficie de 660 km², con una longitud de 56 km y una anchura de 15 km. Además del río Gran Ruaha, que fluye desde el sudoeste y realiza un giro en la presa hacia el sudeste, hasta unirse al río Rufiji, recibe por el oeste las aguas del río Kisigo.
La presa se construyó entre los años 1975 y 1979 con el propósito de regular el caudal que debía abastecer los embalses de Kidatu (200 MW), en el río Rufiji, y Kihansi, en el río Ulanga, también afluente del Rufiji. En 1981 se colocaron en Mtera dos turbinas de 40 MW cada una que producen 80 MW de energía eléctrica desde 1988. La propiedad y gestión de los embalses es de Tanzania Electric Supply Company Limited (TANESCO).
En 2015 se inició la rehabilitación del sistema de producción eléctrica de la presa, para poner al día los anticuados mecanismos de la instalación original y adaptarse a las sequías que podrían producirse en adelante debidas al cambio climático.

## Ecología
El lago de Mtera está considerado uno de los mejores lugares de Tanzania para la observación de pájaros, por sus aguas poco profundas y el gran número de árboles muertos que sirven de posadero a las aves. Sus aguas son muy ricas en pesca. En la década de 1990 se llegaron a capturar 5000 toneladas de pescado en un año. El 1% de las capturas son tilapias (principalmente Tilapia urolepis).
El área que rodea el embalse es un ecosistema conocido como matorral de Acacia-Commiphora,, dominado por las acacias y el arbusto Commiphora africana, tropical, en general seco, con dos estaciones de lluvias que dan un total de aprox. 450 mm anuales, y una altitud de entre 700 y 850 m. Poco poblado por humanos, se encuentran mamíferos como las gacelas y las cebras.
En el embalse abundan especies como la espadaña (Typha) y los juncos (Phragmites), y en zonas sin agua hierbas cortas y arenas desnudas.
Entre los árboles desnudos abundan especies de aves como el cormorán (Phalacrocorax carbo), el pato aguja africano (Anhinga rufa), la garza real (Ardea cinerea) y el pigargo vocinglero (Haliaeetus vocifer), así como cientos de miles de  golondrinas (Hirundo rustica). Cuando las lluvias son abundantes y la región se convierte en un pantano, la hierba atrae otras especies como el sirirí cariblanco (Dendrocygna viduata) y el sirirí bicolor (Dendrocygna bicolor).
La sequía es un problema recurrente en esta zona. En años malos, como 2011, el nivel del agua disminuye por debajo de los límites necesarios para producir electricidad. Los pastores y granjeros de la región desvían entonces el agua de las fuentes hacia sus cultivos de arroz y para el ganado, algo que preocupa al gobierno, que intenta recolocarlos en otras zonas.

## Terremoto
El 23 de mayo de 20120, a las 5 y media de la mañana, se produjo un terremoto de fuerza 4,3 a 10 km de profundidad en el lado norte del lago.
En Dodoma hay una escuela secundaria con el nombre de Mtera Dam.